# 2006 en jeu
Chronologie du jeu
- 2002
- 2003
- 2004
- 2005
- 2006
- 2007
- 2008
- 2009
- 2010

Cet article présente les faits marquants de l'année 2006 concernant le jeu.

## Évènements
Réédition par les Éditions Gallimard du livre de Guy Debord Le Jeu de la Guerre initialement paru en 1987 aux Éditions Gérard Lebovici. Il s'agit d'un « relevé des positions successives de toutes les forces au cours d'une partie ». Un modèle rudimentaire du jeu est diffusé dans le même temps. Ce jeu est basé sur les lois établies par la théorie de la guerre de Clausewitz et a donc pour modèle historique la guerre classique du XVIIIe siècle, prolongé par les guerres de la Révolution et de l'Empire.

### Compétitions
- 6 août : le Français Nicolas Sahuguet remporte le XVIe championnat du monde de Diplomatie à Berlin devant ses compatriotes Cyrille Sevin et Yann Clouet.
- 8 octobre : le Japonais Hideshi Tamenori remporte le XXXe championnat du monde d’Othello à Mito.
- 13 octobre : le Russe Vladimir Kramnik remporte le match de réunification et championnat du monde 2006 d’échecs à Elista.
- 29 octobre : le Français Vincent Carry remporte le XXIIe Championnat de France de Diplomatie à Champs-sur-Marne devant ses compatriotes Lei Saarlainen et Simon Gauchot[1].
- Octobre à Essen : le Finlandais Markus Nuopponen remporte le Ve championnat du monde des Colons de Catane et l’Allemand Ralph Querfurth remporte le Ier championnat du monde de Carcassonne.

#### Scrabble
- Le Festival de Cannes de Scrabble francophone est remporté par Jean-Pierre Hellebaut.
- Le championnat de Belgique est remporté par Jérôme Le Maire.
- Le championnat de France en duplicate est remporté par Alexis Rennesson.
- Le Championnat de France de Scrabble classique est remportée par Pierre-Olivier Georget.
- Championnats du monde de Scrabble francophone :
  - Vainqueur du Championnat du monde de Scrabble classique : Parfait Mouanda.
  - Vainqueur de l’Open : Claude Masbou.
  - Vainqueur du blitz : Antonin Michel.
  - Vainqueur des paires : Anthony Clemenceau et Antonin Michel.
  - Vainqueur de l’Élite : Pascal Fritsch.
- Le Festival de Vichy de Scrabble francophone est remporté par Antonin Michel.
- Le Festival d’Aix-les-Bains de Scrabble francophone est remporté par Thierry Chincholle.
- Le championnat du monde de Scrabble hispanophone est remporté par Enric Hernández.

## Économie du jeu
- Novembre : fin de parution du journal Casus Belli deuxième époque (Arkana Press), avec le numéro 39.

## Sorties
- BattleLore, Richard Borg, Days of Wonder.
- dK system, système de jeu de rôle, éditions John Doe
- Du balai !, Bruno Cathala et Serge Laget, Asmodée.
- Mr. Jack, Bruno Cathala et Ludovic Maublanc, Hurrican.
- Mykerinos, Nicolas Oury, Ystari Games.
- Taluva, Marcel-André Casasola Merkle, Hans im Glück.
- Yspahan, Sébastien Pauchon, Ystari Games.
- Baron, Franz Gaudois, Tilsit.

## Récompenses
| Récompense                              | Jeu                | Auteur(s)                           | Éditeur(s)               |
| --------------------------------------- | ------------------ | ----------------------------------- | ------------------------ |
| As d'or Jeu de l'année enfants          | Splash attack      | Thierry Chapeau                     | Gigamic                  |
| As d'or Jeu de l'année                  | Time’s Up!         | Peter Sarrett                       | Repos Production/Asmodée |
| Chapeau d'or                            | Pioch’à mots       | Sandra Moreira et Pascal Moreira    | Sandra Moreira éditions  |
| Deutscher Spiele Preis                  | Caylus             | William Attia                       | Ystari Games             |
| Games Magazine Awards                   | Australia          | Wolfgang Kramer et Michael Kiesling | Ravensburger             |
| Kinderspiel des Jahres                  | À l’abordage       | Guido Hoffmann                      | Haba                     |
| Sceau d'excellence Option consommateurs | Blokus duo         | Bernard Tavitian                    | Sekkoia                  |
| Spiel der Spiele                        | Tal der Abenturer  | Reiner Knizia                       | Parker                   |
| Spiel des Jahres                        | L'Aventure postale | Karen Seyfarth et Andreas Seyfarth  | Hans im Glück            |
| Prix du public du jeu de Saint-Herblain | Objets trouvés     | Philippe des Pallières              | Asmodée                  |